# 戈米特拉杜古
戈米特拉杜古（法語：Gomitradougou）是馬里的城鎮，位於該國西部，由卡伊區的迪耶馬省負責管轄，面積656平方公里，海拔高度302米，2009年人口7,287，人口密度每平方公里11人。